# Niklas Rubin
Niklas Rubin, född 23 december 1995 i Kungsbacka, Hallands län, är en svensk professionell ishockeymålvakt som spelar för Kärpät Uleåborg i FM-ligan. Hans moderklubb är Hanhals IF.

## Meriter (i urval)
- 2016/2017 - Högst räddningsprocent i Hockeyallsvenskan (93,9%)